# Мельхорн, Герберт
Георг Герберт Мельхорн (нем. Georg Herbert Mehlhorn; 24 марта 1903, Хемниц — 30 октября 1968, Тюбинген) — немецкий юрист, оберфюрер СС, сотрудник гестапо.

## Биография
Сын промышленника. Изучал право и экономику в Гёттингене, Мюнхене и Лейпциге. В 1929 году получил докторскую степень. В 1931 году вступил в НСДАП (членский билет № 599 865). В 1933 году вступил в СС (№ 36 054). 9 сентября 1933 стал заместителем руководиетля гестапо в Дрездене. В 1935 переведён в главное отделение СД в Берлине в качестве правительственного советника. Затем стал начальником отдела 1 в Вартегау, отвечающие за финансовые и внутренние дела. В 1941 назначен ответственным за еврейский вопрос. 20 сентября 1941 года отдал приказ о решении проблемы, связанной с трудоустройством и жильём евреев и цыган в Вартегау. В конце 1943 года назначен правительственным президентом в Оппельне. В 1944 году получил Крест «За военные заслуги». После войны работал адвокатом. В 1961 году стал юрисконсультом в Mauser Werke AG.